# Omega Sagittarii
Omega Sagittarii (58 Sagittarii) é uma estrela na direção da constelação de Sagittarius. Possui uma ascensão reta de 19h 55m 50.23s e uma declinação de −26° 17′ 58.9″. Sua magnitude aparente é igual a 4.70. Considerando sua distância de 78 anos-luz em relação à Terra, sua magnitude absoluta é igual a 2.82. Pertence à classe espectral G3/G5III.